# Sarah Pidgeon
Sarah Pidgeon (Birmingham, 1996. július 7. –) amerikai színésznő.
Szerepelt A vadak (2020–2022) és az Apró gyönyörű dolgaink (2023) című sorozatokban. Broadway debütálását David Adjmi Stereophonic (2024) című darabjában szerezte. Mellékszerepet alakított a Tudom, mit tettél tavaly nyáron (2025) című horrorfilmben.

## Élete
Michiganben nőtt fel, ahol a Birmingham Groves High Schoolba járt. A nyári szünetben az Interlochen művészeti táborban vett részt, és a birminghami Community House színházban játszott darabokban. Ezután az Interlochen Művészeti Akadémiára járt, ahol 2014-ben szerzett diplomát, majd 2018-ban a pittsburghi Carnegie Mellon Színházi Iskolában végzett képzőművészeti szakon.

## Pályafutása
2019-ben, miután feltűnt a One Dollar és a Gotham című sorozatokban, szerepet kapott az Amazon Prime Video A vadak című sorozatába. A fiatal felnőtteknek szóló túlélő projektben ő alakította a „érett és művelt” Leah-t. A Collider szerint az alakítása jól tükrözi karakterének „az igazság kiderítésére irányuló megszállottságát, ami miatt szinte a sorozat minden másodpercében feszültségteljesen, maximális energiával dolgozik” és hogy: „Pidgeon képes elérni ezt a szintet, és ilyen nyers intenzitással tartani magát ott, az figyelemre méltó.”
2022 augusztusában bejelentették, hogy főszerepet játszik a Apró gyönyörű dolgaink című televíziós sorozatban. Kathryn Hahn karakterének, Clare-nek a fiatalabb változatát alakító színésznő kritikai elismerést kapott; Lucy Mangan a The Guardianban „brilliánsan játszott” szerepként jellemezte alakítását. Azt mondta, hogy Hahnnal „beszélgettek arról, ki is Clare, hogyan dobog a szíve, és milyen energiát sugároz. Ez nagy részben a forgatókönyvben is megjelenik.” Clare tapasztalatait ábrázolva azt mondták: „Pidgeon igazán gyengéd, mégis lenyűgöző módon egyensúlyozza a gyászt, a szerelmet és az érettséget.” A karaktert „rendkívül szeszélyesnek és rombolónak írta le. Teljesen biztos abban, amit mond és amit érez.”
Diana szerepét játszotta David Adjmi Stereophonic című darabjában, amely először az Off-Broadway-n, a Playwrights Horizons színházban került bemutatásra, majd átkerült a Broadway-re, a John Golden Theatre-be. Frank Rizzo a Variety magazinból „figyelemre méltónak” minősítette alakítását. Gloria Oladipo, a The Guardian újságírója Pidgeon előadását „pontosnak, élénknek és megragadónak” írta le.
2025-ben Stevie Ward-ot alakította a Tudom, mit tettél tavaly nyáron című horrorfilmben. 
Pidgeon Carolyn Bessette-Kennedy szerepét fogja játszani az American Love Story első évadában.

## Filmográfia

### Film
| Év   | Magyar cím                      | Eredeti cím                       | Szerep      | Magyar hang      |
| ---- | ------------------------------- | --------------------------------- | ----------- | ---------------- |
| 2014 |                                 | Nowhere I'd Rather Be (rövidfilm) |             |                  |
| 2024 |                                 | The Friend                        | Val         |                  |
| 2024 | Lazareth – Az erdő mélyén       | Lazareth                          | Maeve       | Nagy Katica      |
| 2025 | Tudom, mit tettél tavaly nyáron | I Know What You Did Last Summer   | Stevie Ward | Pájer Alma Virág |

### Televízió
| Év        | Magyar cím             | Eredeti cím           | Szerep                     | Megjegyzés |
| --------- | ---------------------- | --------------------- | -------------------------- | ---------- |
| 2018      |                        | One Dollar            | bulizós lány               | 1 epizód   |
| 2019      | Gotham                 | Gotham                | Jane Cartwright / Jane Doe | 1 epizód   |
| 2020–2022 | A vadak                | The Wilds             | Leah Rilke                 | főszerep   |
| 2023      | Apró gyönyörű dolgaink | Tiny Beautiful Things | Clare Pierce fiatalon      | főszerep   |

### Színház
| Év   | Cím          | Szerep | Helyszín             | Megjegyzés                 |
| ---- | ------------ | ------ | -------------------- | -------------------------- |
| 2023 | Stereophonic | Diana  | Playwrights Horizons | világpremier; Off-Broadway |
| 2024 | Stereophonic | Diana  | John Golden Theatre  | Broadway                   |